# Salvant les distàncies
Salvant les distàncies és una pel·lícula estatunidenca del 2010 dirigida per Nanette Burstein i interpretada per Drew Barrymore, Justin Long, Charlie Day, Christina Applegate, Ron Livingston, Jim Gaffigan, Rob Riggle, Jason Sudeikis, Kelli Garner i Leighton Meester.

## Argument
Dos joves tenen una aventura d'estiu i s'enamoren, però cap dels dos creu que durarà una vegada que ella torni a casa a San Francisco i ell es quedi a Nova York, on treballa.

## Recepció critica i comercial
Segons la pàgina d'Internet Rotten Tomatoes va obtenir un 53% de comentaris positius, arribant a la següent conclusió: "És oportunista i una mica més honesta que la majoria de comèdies romàntiques, però la química que Drew Barrymore i Justin Long tenen en pantalla no evita que "Salvant les distàncies" sigui plana."
Segons la pàgina d'Internet Metacritic va obtenir crítiques mixtes, amb un 51%, basat en 31 comentaris dels quals 12 són positius. Va recaptar als Estats Units 17 milions de dòlars. Sumant les recaptacions internacionals la xifra ascendeix a 42 milions. El pressupost de la producció va ser d'apròximadament de 32 milions.

## Localitzacions
Salvant les distàncies es va començar a rodar el 13 de juliol de 2009 íntegrament en diverses localitzacions de la ciutat de Nova York als Estats Units.